# Microdaceton
Microdaceton é um gênero de insetos, pertencente a família Formicidae.

## Espécies
- Microdaceton exornatum Santschi, 1913
- Microdaceton tanyspinosum Bolton, 2000
- Microdaceton tibialis Weber, 1952
- Microdaceton viriosum Bolton, 2000